# معادلات اویلر (دینامیک سیالات)

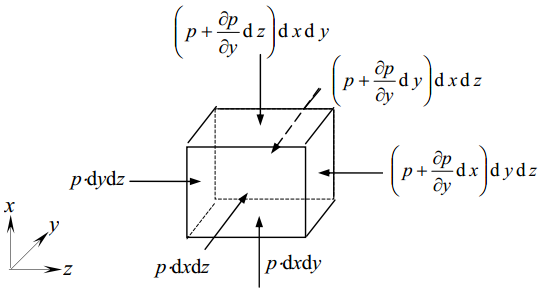
نمایی از ساختار معادلهٔ «ذرهٔ سیال تحت تأثیر نیروهای سطحی»

معادلات اویلر (Euler equations) در دینامیک سیالات، مدل ریاضی حاکم بر حرکات، جریانات، و دینامیک سیالات غیر لزج را نمایش می‌دهند. معادلهٔ اویلر می‌تواند هم در جریان تراکم پذیر و هم در جریان تراکم ناپذیر استفاده شود.

## معادلات اویلر به فرم بقاء مؤلفات
نمایش به صورت معادلات دیفرانسیل:
{\displaystyle {\begin{aligned}&{\partial \rho  \over \partial t}+\nabla \cdot (\rho \mathbf {u} )=0\\[1.2ex]&{\partial \rho {\mathbf {u} } \over \partial t}+\nabla \cdot (\mathbf {u} \otimes (\rho \mathbf {\mathbf {u} } ))+\nabla p=0\\[1.2ex]&{\partial E \over \partial t}+\nabla \cdot (\mathbf {u} (E+p))=0,\end{aligned}}}
که در اینجا:
- ρ عبارت است از چگالی جرم سیال،
- u بردار سرعت سیال است و مؤلفه‌های v, u، و w را داراست.
- E = ρ e + ½ ρ (u۲ + v۲ + w۲ انرژی کل در حجم واحد است، e انرژی داخلی در جرم واحد، و p فشار سیال را نمایش می‌دهد.

شایان توجه است که معادلهٔ وسط در دستگاه معادلات اویلر برداری است و در حکم سه معادله برای سه مؤلفهٔ سرعت سیال کار می‌کند.
معادلهٔ وسط شامل واگرایی یک ضرب دو تایی است، و ممکن است نمایش آن به صورت اندیس‌دار (برای هر j از ۱ تا ۳) آشکارائی و وضوح بیشتری را دارا باشد.
{\displaystyle {\partial (\rho u_{j}) \over \partial t}+\sum _{i=1}^{3}{\partial (\rho u_{i}u_{j}) \over \partial x_{i}}+{\partial p \over \partial x_{j}}=0}
در این حال اندیس‌های i و j سه مؤلفه دکارتی را شامل هستند: (x۱ , x۲, x۳) = (x , y، z) و (u1 , u2, u۳) = (u , v، w)
معادلات فوق به صورت معادلات بقاء نمایش داده شده‌اند چرا که این قالب تأکید زیادتری بر روی مبادی فیزیکی دستگاه معادلات داشته و در اغلب موارد مناسب‌ترین فرم را جهت شبیه‌سازی‌های دینامیک محاسباتی سیالات عرضه می‌دارد.
معادله بقاء ممنتوم را به این صورت هم می‌توان نشان داد که فرم غیر بقاء آن است:
{\displaystyle \rho \left({\frac {\partial }{\partial t}}+{\mathbf {u} }\cdot \nabla \right){\mathbf {u} }+\nabla p=0}